# Hibiscus syriacus
Hibiscus de Syrie, Hibiscus, Ketmie, Althéa
Ne doit pas être confondu avec Althaea (genre) ou Hibiscus.
Espèce
Classification phylogénétique
Synonymes
- Althaea frutex Mill.[1]
- Hibiscus arborescens Gaterau[1]
- Hibiscus chinensis DC.[1]
- Hibiscus floridus Salisb.[1]
- Hibiscus rhombifolius Cav.[1]
- Hibiscus syriacus var. micranthus Y.N.Lee & K.B.Yim[1]
- Ketmia arborea Moench[1]
- Ketmia syriaca (L.) Scop.[1]

Hibiscus syriacus, l'Hibiscus de Syrie, plus communément nommé Hibiscus, Ketmie ou Althéa, est une espèce de plantes à fleurs de la famille des Malvacées. C'est un arbuste originaire d'Asie orientale (Chine, Taïwan).
Contrairement à ce que laisse supposer son nom, l'espèce est native de Chine et Taïwan. Elle est très largement cultivée comme plante ornementale dans les jardins et a été introduite un peu partout dans le monde, notamment en Europe via la Syrie, et peut devenir envahissante dans certains pays[réf. nécessaire].

## Dénominations
Bien que désignée couramment sous le nom vernaculaire d'hibiscus ou bien d'althéa, cette espèce ne doit pas être confondue avec les genres botaniques Hibiscus et Althaea, qui sont d'ailleurs des genres de Malvacées très proches entre eux.
Son nom scientifique valide est Hibiscus syriacus L., 1753 et ses noms vulgaires (vulgarisation scientifique) recommandés ou typiques en français sont : Hibiscus,,, Ketmie,, ou Hibiscus de Syrie,.
L'espèce possède d'autres noms vulgaires ou noms vernaculaires (langage courant) pouvant désigner éventuellement d'autres espèces : althéa,,, oiseau bleu, ketmie des jardins, ou ketmie de Syrie (en français ou à La Réunion), hibiscus commun des jardins[réf. nécessaire], mauve en arbre, ou guimauve en arbre[réf. nécessaire].

## Description

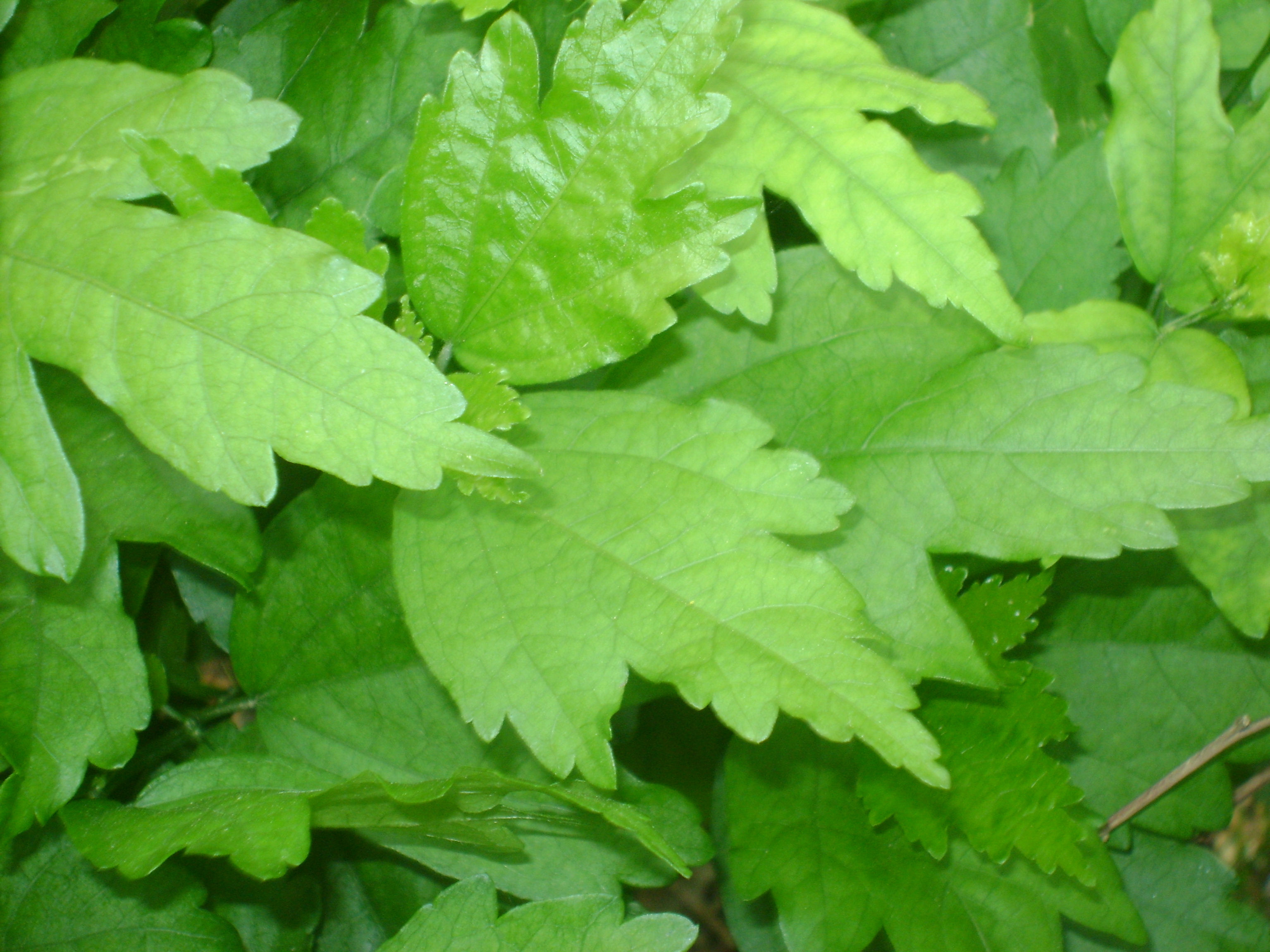
Feuillage.

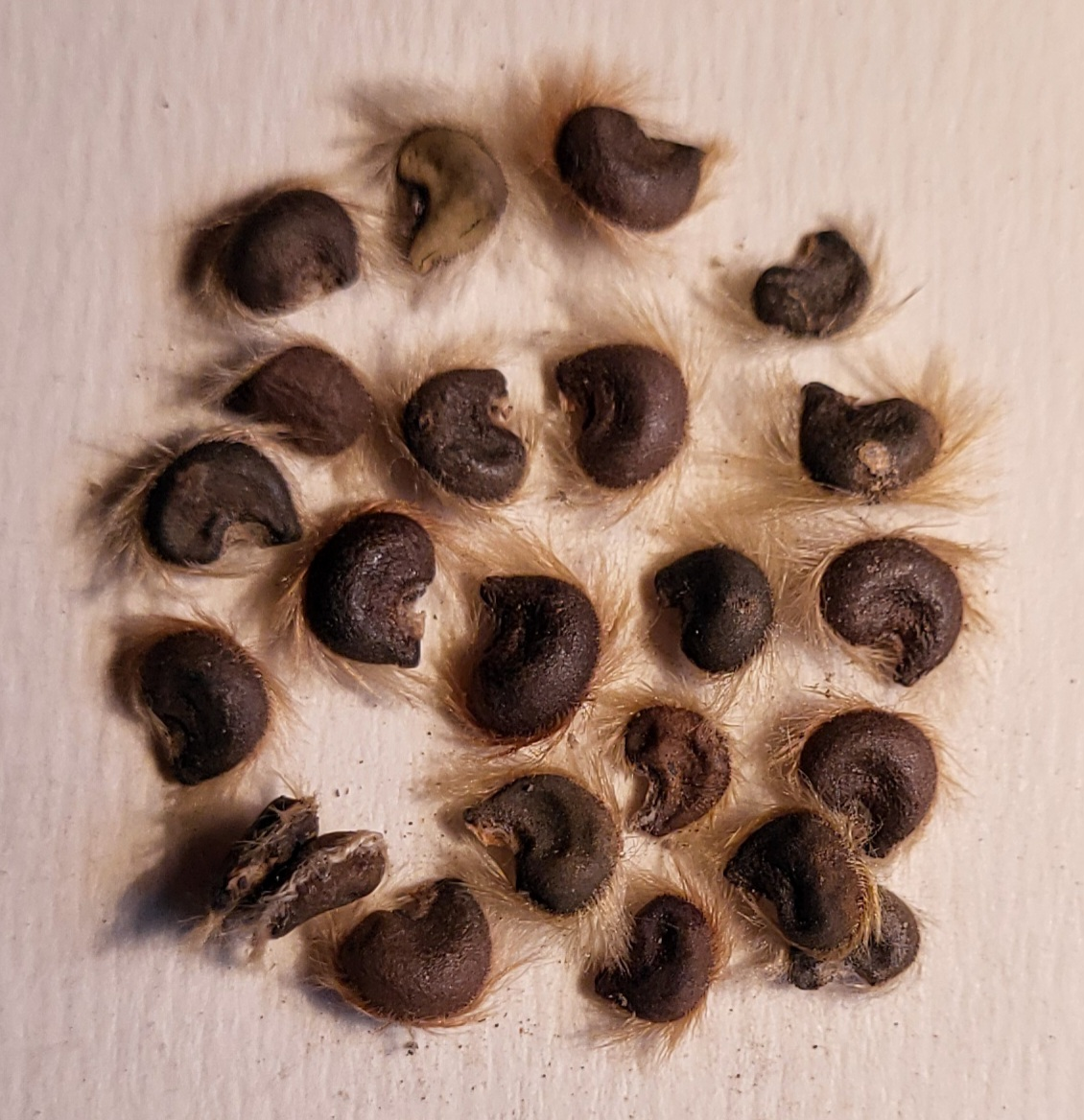
Graines

L'Hibiscus syriacus est un arbuste qui peut atteindre cinq mètres de hauteur et de largeur.
Les feuilles, caduques, sont alternes, simples, ovales ou lancéolées, à bord denté ou ondulé.
Les fleurs, éphémères, à symétrie centrale (actinomorphes) ont entre 4 et 12 cm de diamètre et apparaissent de juillet à octobre. Elles sont isolées ou groupées en inflorescences. Le calice compte cinq sépales libres, la corolle cinq pétales libres ou légèrement soudés à la base. Les cinq étamines sont soudées entre elles, formant un long tube. Le pistil possède assez souvent cinq ovaires et un long style passant à l'intérieur du tube des étamines. Le stigmate pentafide (à cinq divisions ramifiées très allongées) ne devient fonctionnel que lorsque les étamines sont flétries, permettant ainsi la fécondation croisée.
Les fruits sont des capsules qui s'ouvrent à maturité pour libérer les graines souvent velues.

## Origine et distribution
Cette espèce est originaire de la Chine du Sud et de Taïwan. Elle s'est répandue en Asie tempérée et notamment en Inde, mais, étant cultivée depuis longtemps (notamment en Perse et en Corée), il est difficile de déterminer une origine géographique précise. Elle est arrivée en Europe via la Syrie au XVIe siècle.

## Classification
Cette espèce a été publiée en 1761 par le naturaliste suédois Carl von Linné (1707-1778).
Elle fait partie du genre Hibiscus, assigné à la famille des Malvaceae.

### Liste de variétés
Selon Catalogue of Life (18 octobre 2020) :
- variété Hibiscus syriacus var. brevibracteatus ;
- variété Hibiscus syriacus var. longibracteatus.

Selon Tropicos (18 octobre 2020) (attention : liste brute contenant possiblement des synonymes) :
- variété Hibiscus syriacus var. albus-plenus Loudon ;
- variété Hibiscus syriacus var. amplissimus L.F. Gagnep. ;
- variété Hibiscus syriacus var. brevibracteatus S.Y. Hu ;
- variété Hibiscus syriacus var. chinensis Lindl. ;
- variété Hibiscus syriacus var. elegantissimus L.F. Gagnep. ;
- variété Hibiscus syriacus var. grandiflorus Rehder ;
- variété Hibiscus syriacus var. longibracteatus S.Y. Hu ;
- variété Hibiscus syriacus var. micranthus Y.N. Lee & K.B.Yim ;
- variété Hibiscus syriacus var. paeoniflorus L.F. Gagnep. ;
- variété Hibiscus syriacus var. syriacus ;
- variété Hibiscus syriacus var. totoalbus T. Moore ;
- variété Hibiscus syriacus var. violaceus L.F. Gagnep.

## Horticulture
L'Hibiscus syriacus est souvent planté dans les régions à étés chauds pour ses jolies fleurs éphémères.
À l'état naturel, il forme un joli petit arbre fleuri mais, en le taillant chaque année à la fin de l'hiver, on peut également en faire un buisson touffu très ramifié aux tiges dressées. Il fleurit sur le bois de l’année. On a donc intérêt à le tailler régulièrement pour obtenir une meilleure floraison.
De croissance assez rapide (30 à 40 cm par an), il apprécie le plein soleil en été et est très rustique en hiver (jusqu'à -15 °C). On peut le multiplier très facilement par semis mais sans reproduire fidèlement les variétés.
Initialement mauve, l'Hibiscus syriacus est une des marottes des horticulteurs depuis des dizaines d'années. À la suite de nombreuses sélections et plus rarement hybridations, on trouve aujourd'hui des althéas à fleurs blanches, roses, rouges, bleues ou bicolores. En corolles, elles peuvent être solitaires ou portées par paires, simples ou doubles, et ont dans certaines variétés un cœur plus soutenu du plus bel effet.

## Utilisation
Isolé, en groupe de plusieurs variétés et de coloris, en haies fleuries libre ou bien taillé, en association avec d'autres arbustes dans les massifs. Sa forme gracieuse s'associe très bien aux arbustes à feuillage et aux conifères nains.

## Aspects culturels

### Symbole de la Corée du Sud
Hibiscus syriacus est la fleur nationale de la Corée du Sud. La fleur (mugunghwa en coréen, (hangul : 무궁화 ; hanja : 無窮花)) apparaît sur l'emblème national et est évoquée dans l'Aegukga, l'hymne national, car elle a la réputation de résister longtemps (mugung signifie « immortalité »). Cette fleur évoque la persévérance et la détermination des Coréens au cours de leur histoire.
Les Coréens en font une tisane.

### Fleurs comestibles
L'hibiscus qui a des vertus médicinales est l'espèce Hibiscus sabdariffa. Pour d'autres références, elle est seulement celle qui a le plus de gout (utilisée pour le bissap par exemple), toutes ayant des propriétés médicinales.
L'Althéa doit son nom au grec althaïno, qui signifie guérir, en référence à ses propriétés médicinales. En effet, la fleur est comestible et a des propriétés émollientes. Elles étaient autrefois utilisées en médecine populaire pour calmer la toux et guérir les angines.[réf. nécessaire]
Au Japon, les pétales sont servis en salade avec du sel et du vinaigre de riz.[réf. nécessaire]
Les jeunes feuilles sont comestibles par l'homme,.

## Cultivars

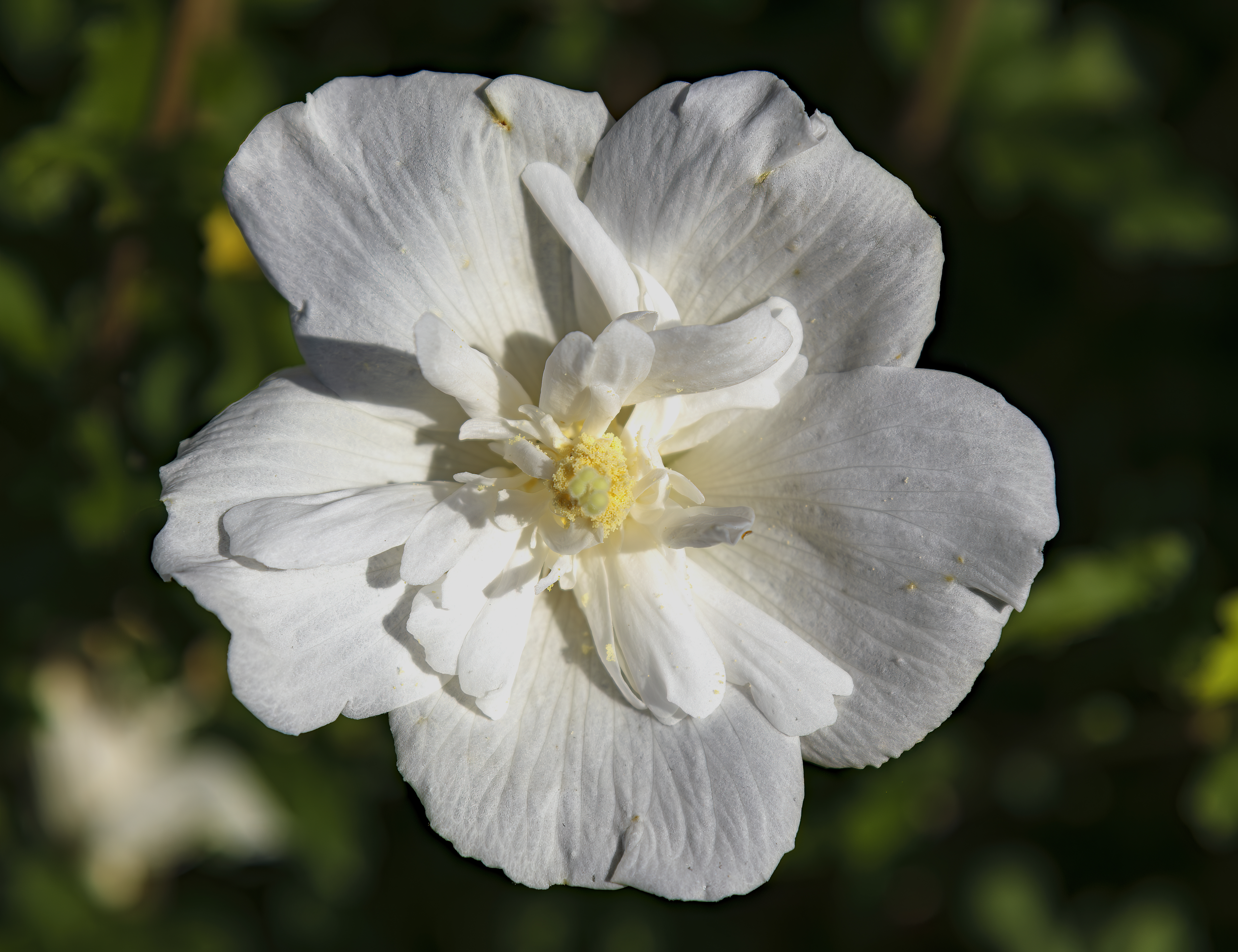
Hibiscus syriacus 'White Chiffon Rose of Sharon'
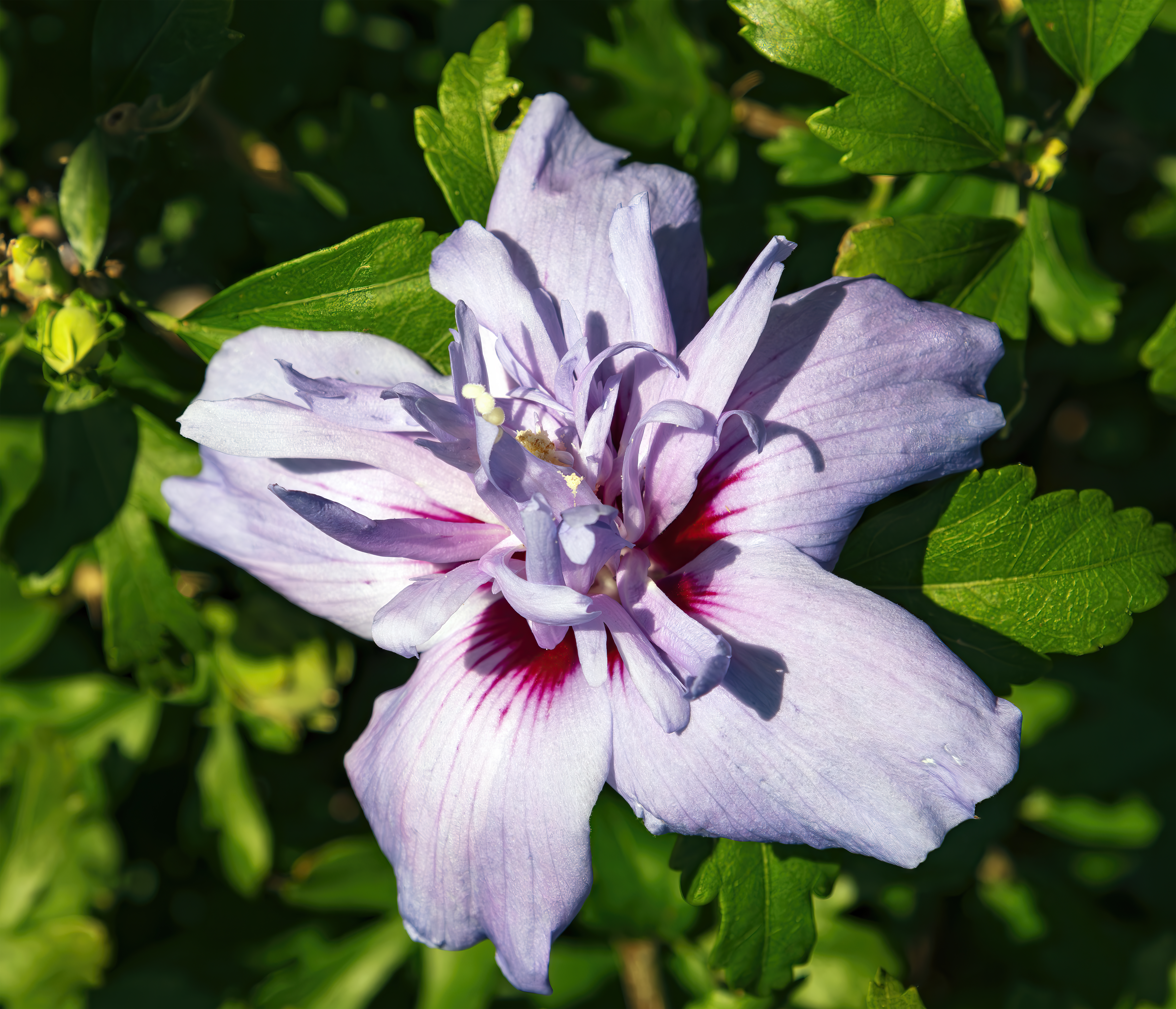
Hibiscus syriacus Pink Rose of Sharon

Cultivars selon BioLib (18 octobre 2020) :
- Hibiscus syriacus 'Blue Bird'
- Hibiscus syriacus 'Blue Chiffon'
- Hibiscus syriacus 'China Chiffon'
- Hibiscus syriacus 'Duc de Brabant'
- Hibiscus syriacus 'Hamabo'
- Hibiscus syriacus 'Lady Stanley'
- Hibiscus syriacus 'Lavender Chiffon'
- Hibiscus syriacus 'Maike'
- Hibiscus syriacus 'Marina'
- Hibiscus syriacus 'Pink Giant'
- Hibiscus syriacus 'Red Heart'
- Hibiscus syriacus 'Russian Violet'
- Hibiscus syriacus 'White Chiffon'
- Hibiscus syriacus 'Woodbridge'

## Galerie

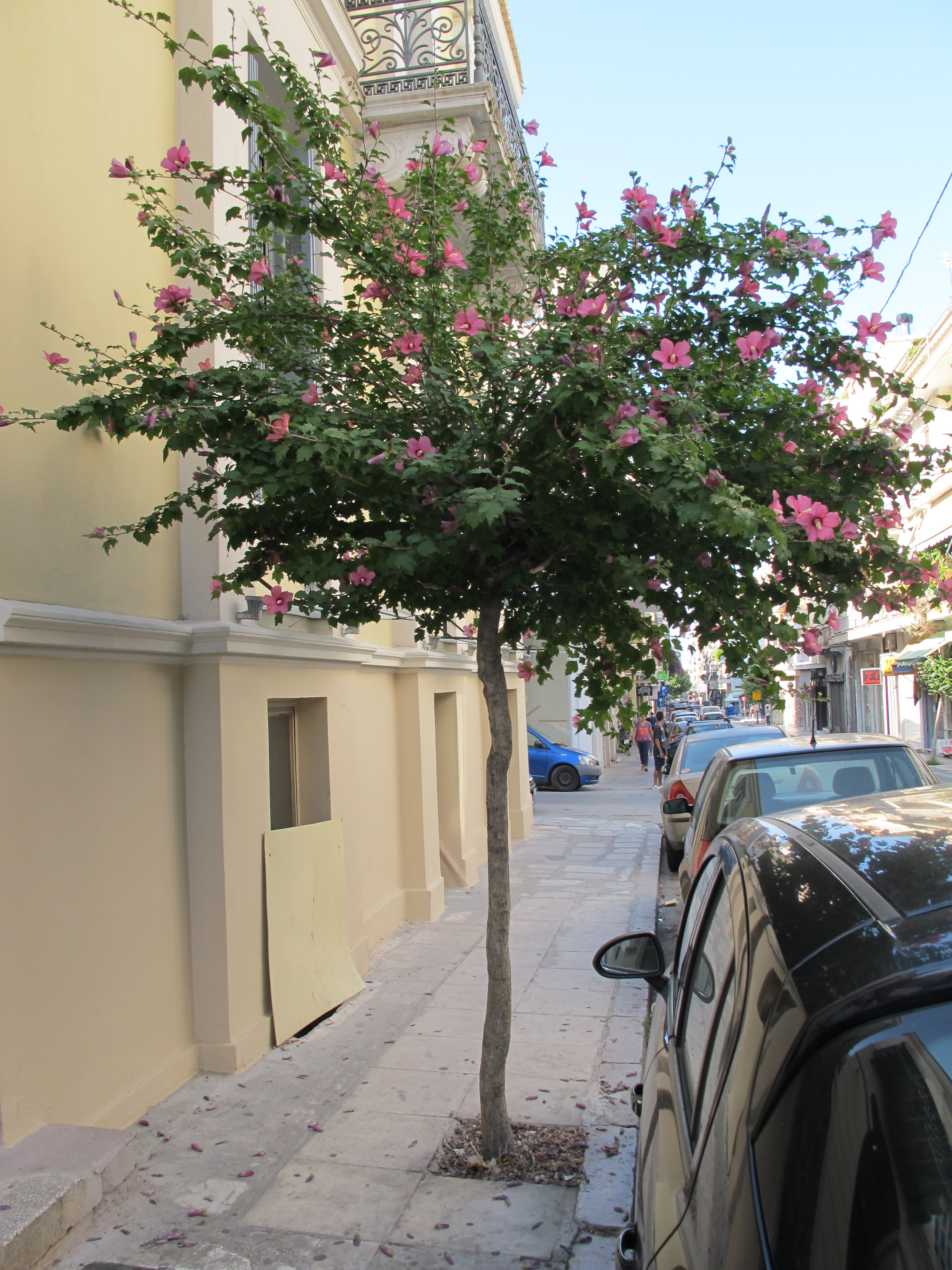
Un « althéa » taillé en arbre.
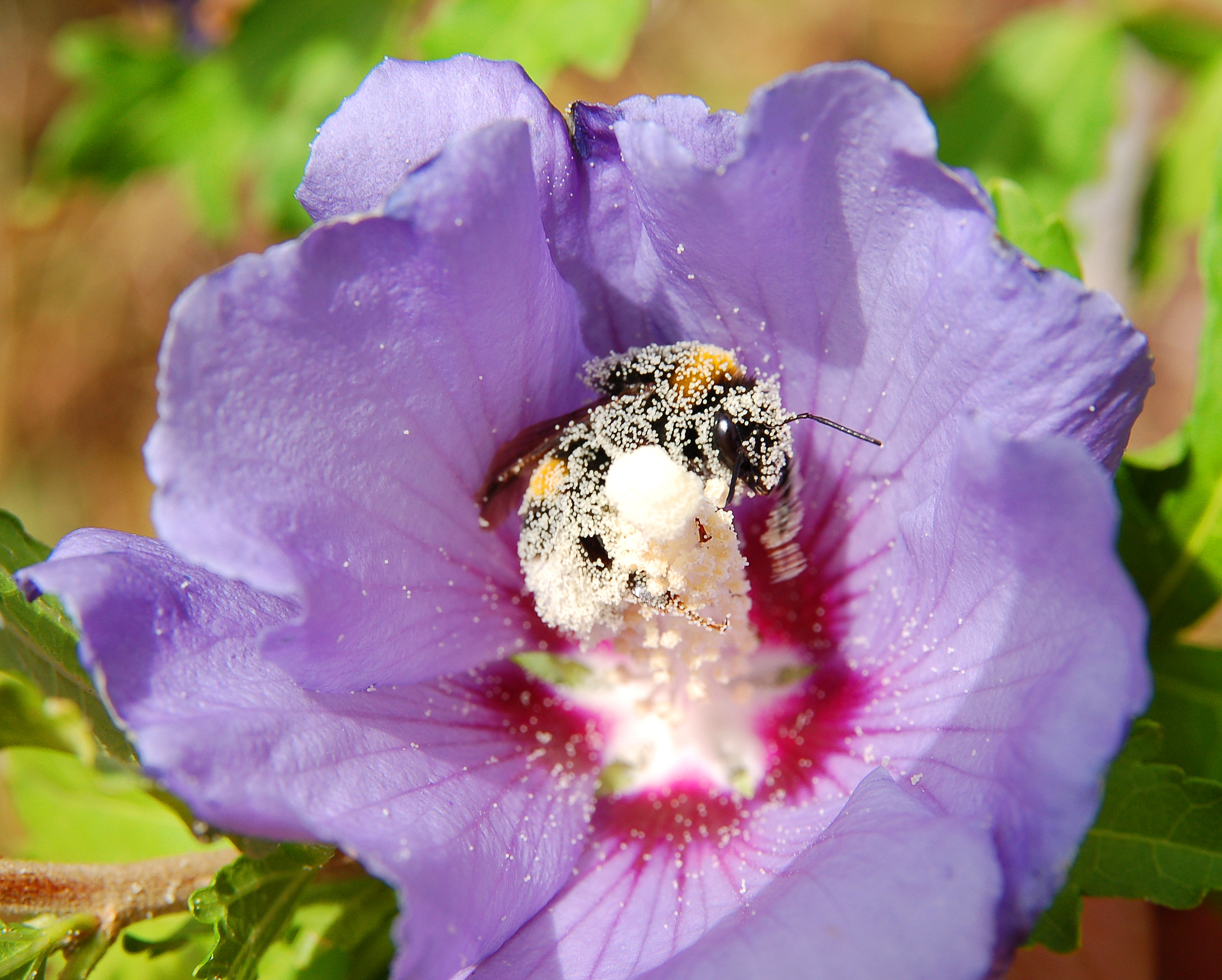
Pollinisation par un Bombus ruderatus.
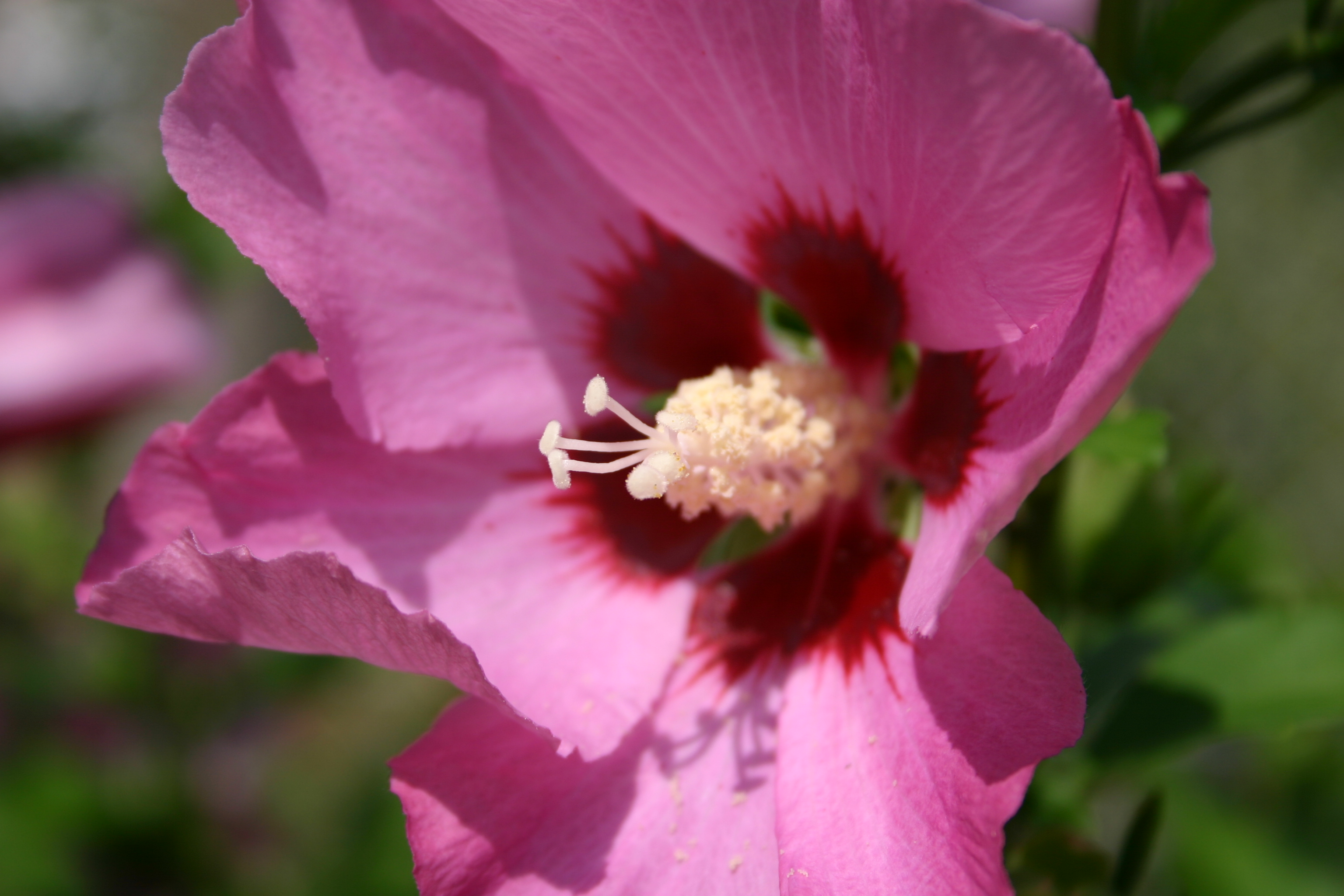
Variété rose
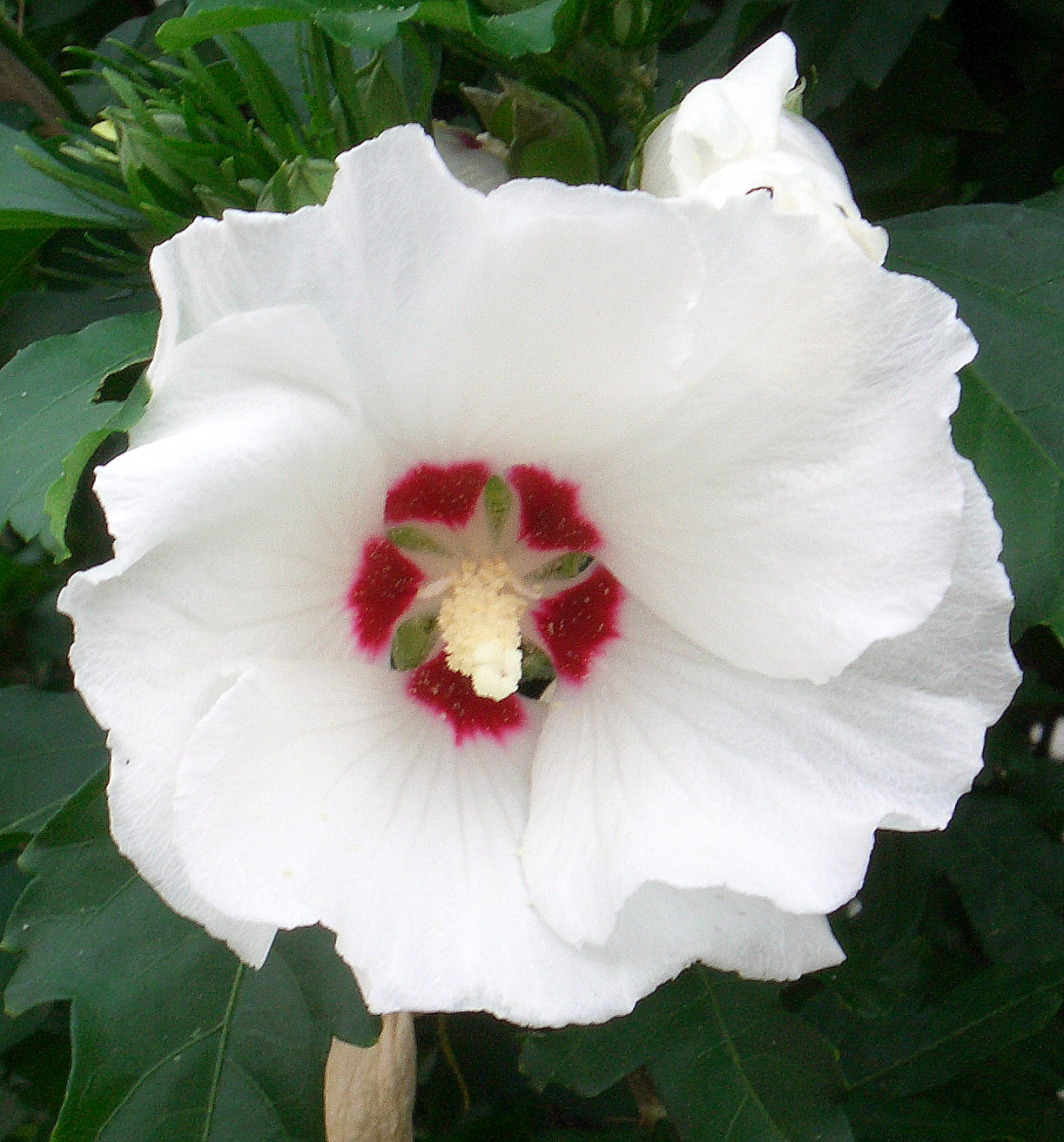
Variété blanche.
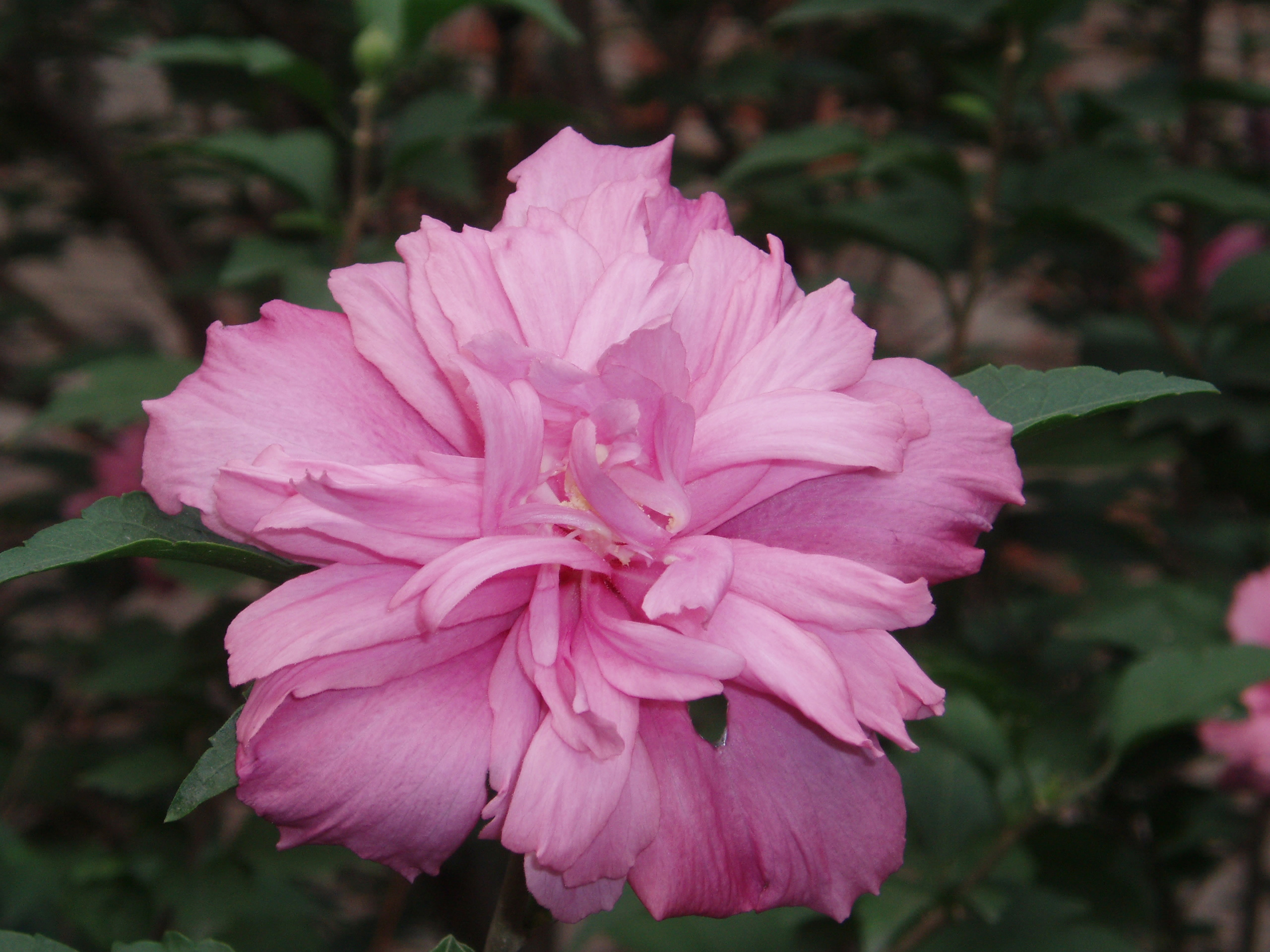
Variété rose à fleurs doubles.
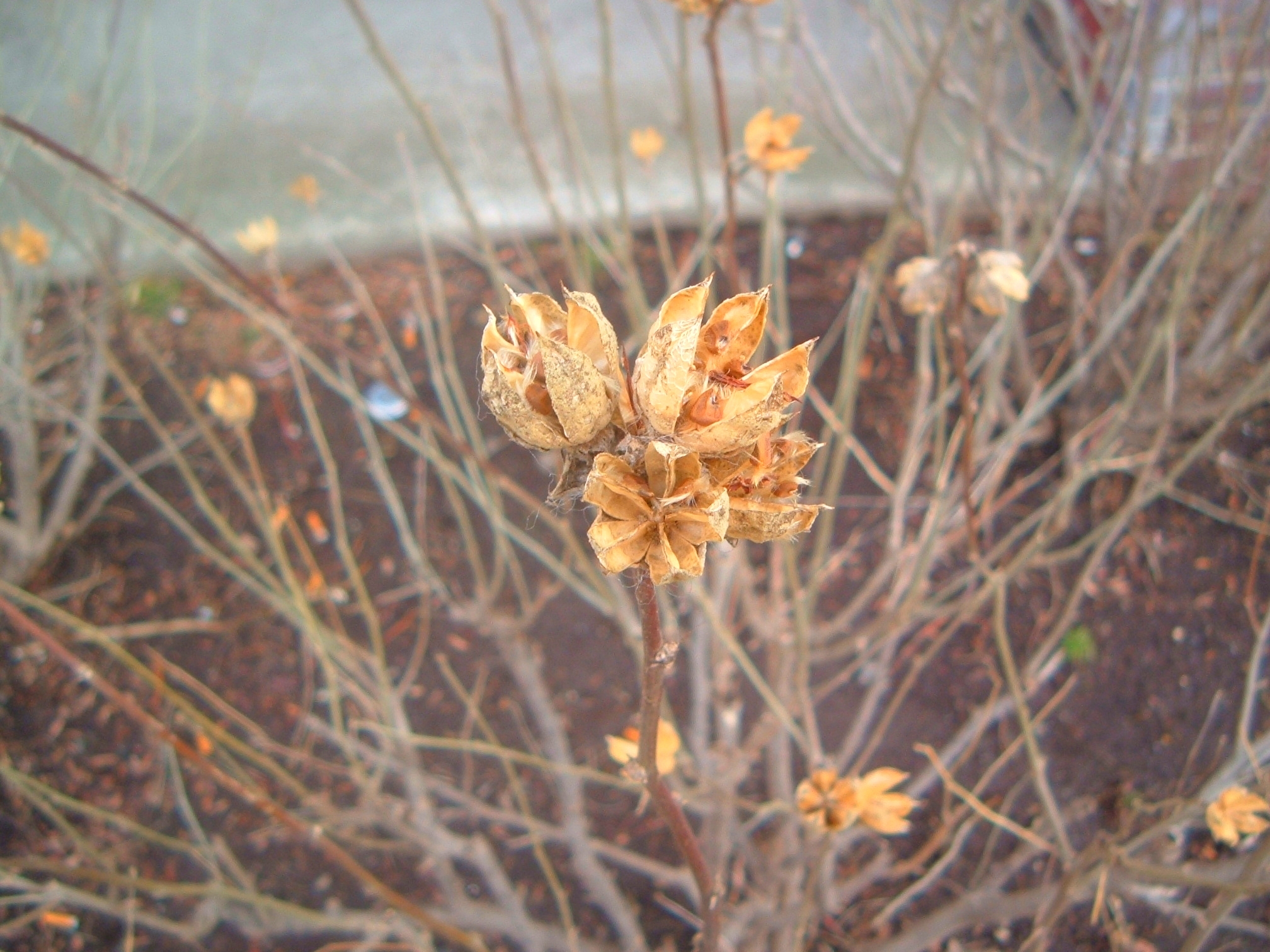
Graines en hiver.
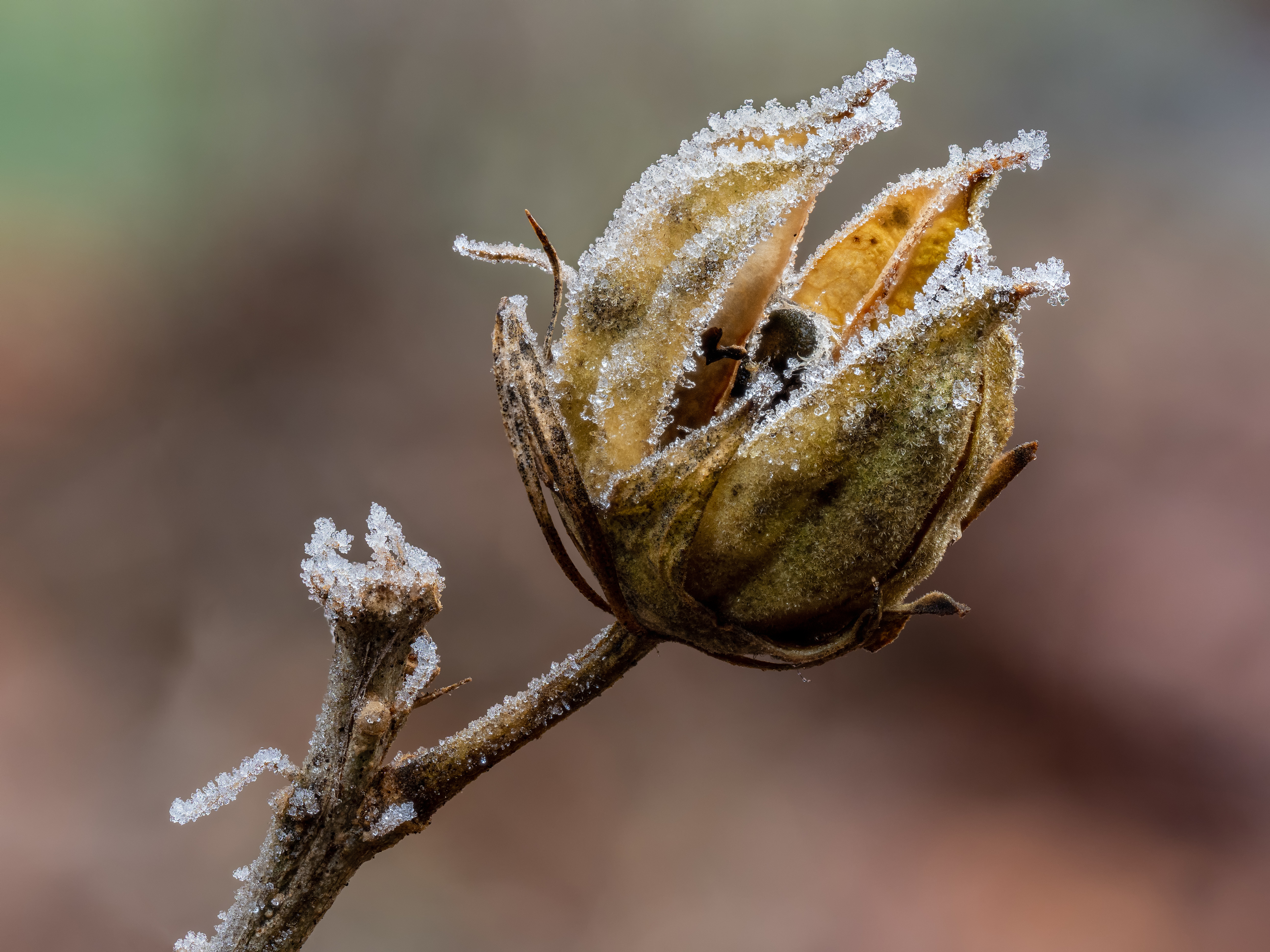
Capsule d'Hibiscus syriacus sous le gel dans un jardin à Bamberg en Allemagne.
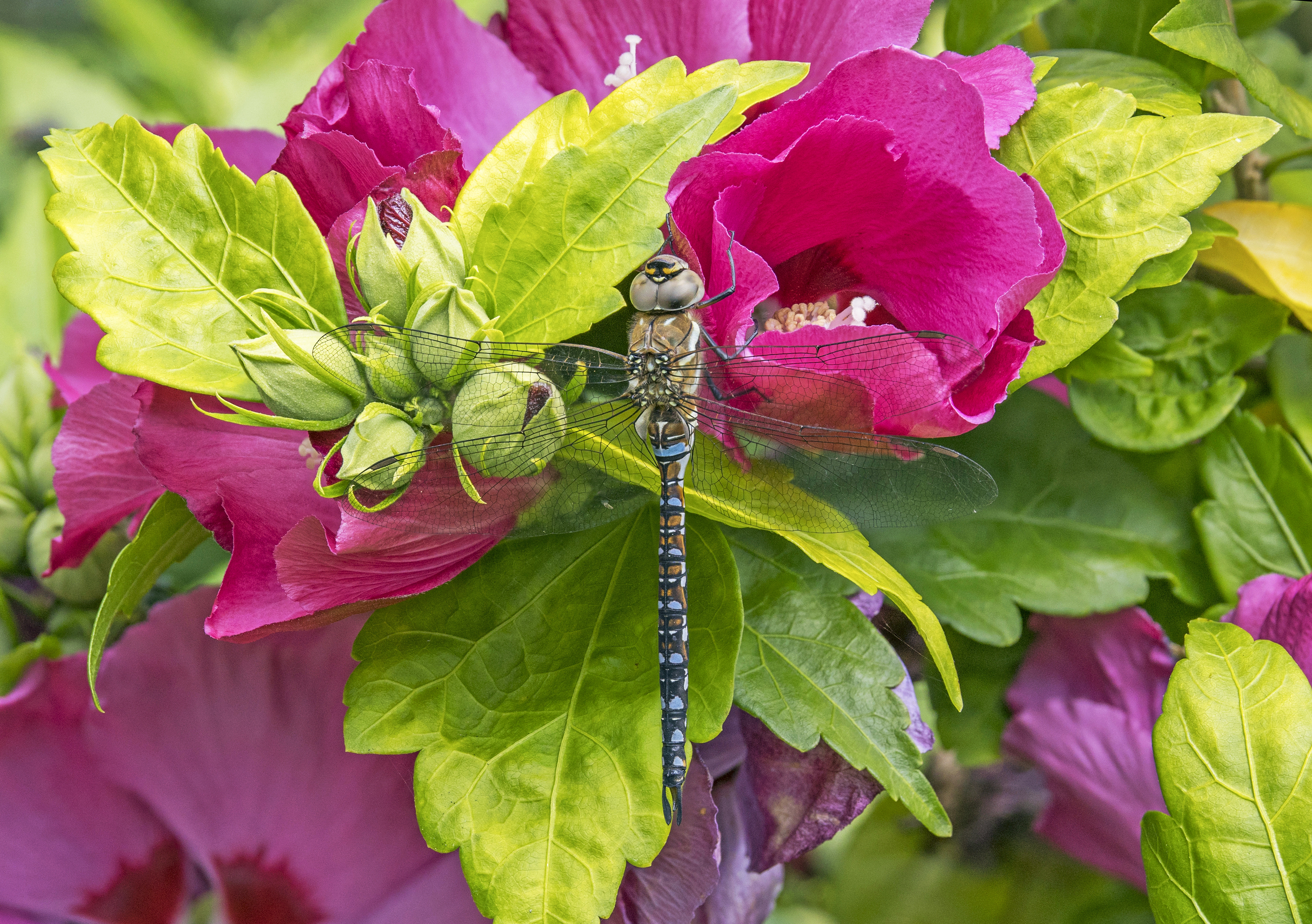
Un Hibiscus syriacus butiné par un Æschne mixte à Oxford en Angleterre.